# Volkstanzkreis Schönbrunn
Der Volkstanzkreis Schönbrunn ist die größte Jugend-Volkstanzgruppe im Raum Wien.

## Historisches
1974 wurde die Volkstanzgruppe und Chor des ÖTB Wien von Dieter und Bärbel Schöfnagel im Rahmen des Österreichischen Turnerbundes gegründet. Dies war die Vorläuferorganisation.

## Aktivitäten
Aktivitäten sind unter anderem:
- Chorsingen: etwa 100 hauptsächlich Österreichische Volkslieder sind im Repertoire
- Volkstanzen: etwa 50 vorwiegend junge Tänzer wirken mit, das Repertoire umfasst etwa 120 alpenländische und ausländische Volkstänze
- Spielmusik: verschiedenste Besetzungen bringen Österreichische Volksmusik
- Auftritte und Konzertreisen: die Gruppe tritt nicht nur im Inland auf, unter anderem im Österreichischen Parlament, sie veranstaltet fast jährlich Konzertreisen in Länder wie Norwegen, Schweden, Siebenbürgen, Elsass, Schweiz, Südtirol, Slowakei, Lettland, Litauen, Polen, Brasilien, Namibia, Rumänien, Russland.